# Theobald Böhm

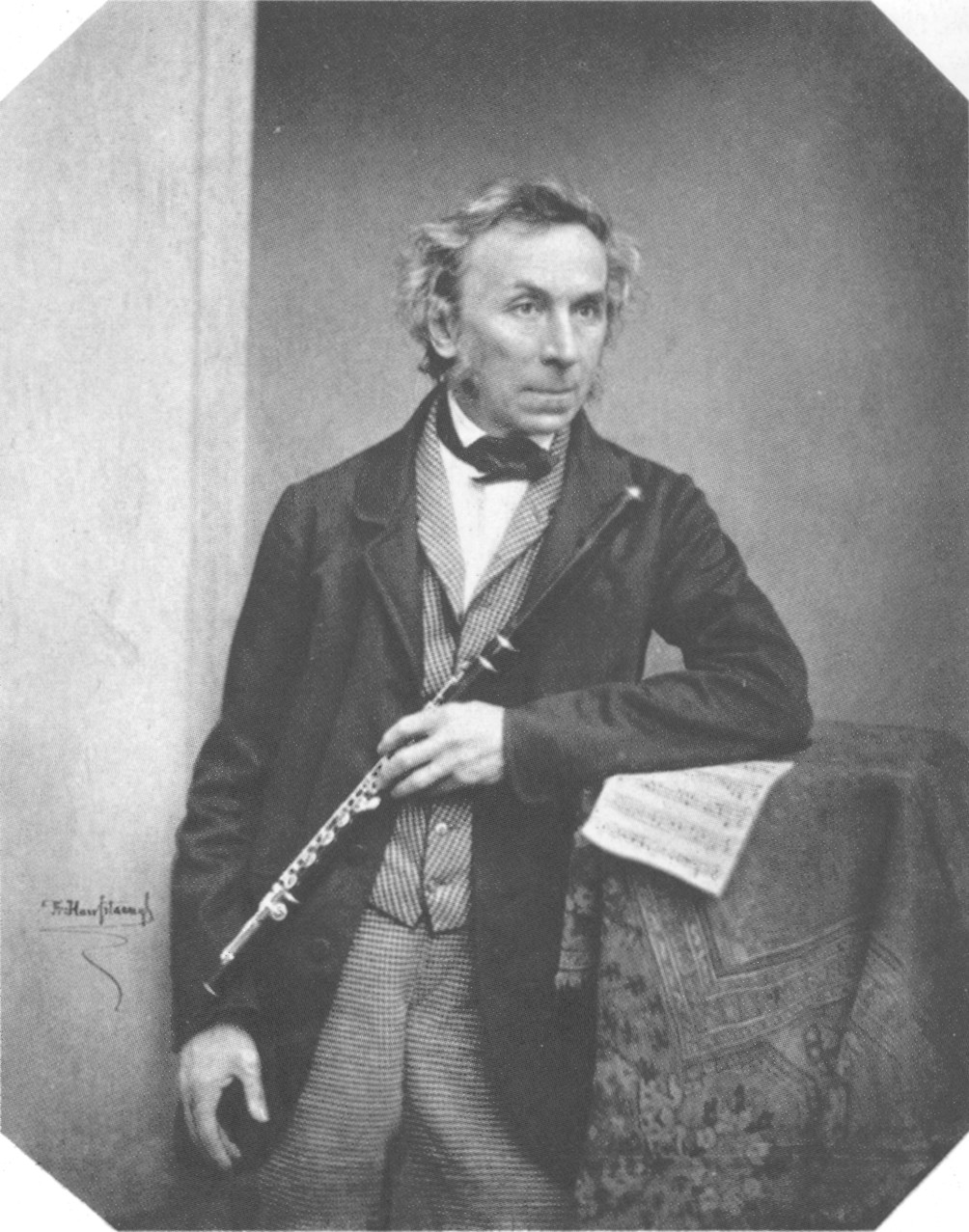
Theobald Böhm, fotografia de Franz Hanfstaengl, ca. 1852.

Theobald Böhm (ou Boehm ) (Munique, Alemanha 9 de abril de 1794 - 25 de novembro de 1881) inventor e músico alemão, notabilizou-se por substanciais aprimoramentos na flauta de concerto ocidental moderna, introduzindo um sistema de dedilhado que hoje é reconhecido como o "sistema Boehm". Sua trajetória incluiu atividades como músico na corte bávara, destacando-se como flautista virtuoso e renomado compositor.
O sistema de digitação concebido por Theobald Boehm também foi adaptado com sucesso para outros instrumentos musicais, incluindo o oboé e o clarinete.

## Vida e obras

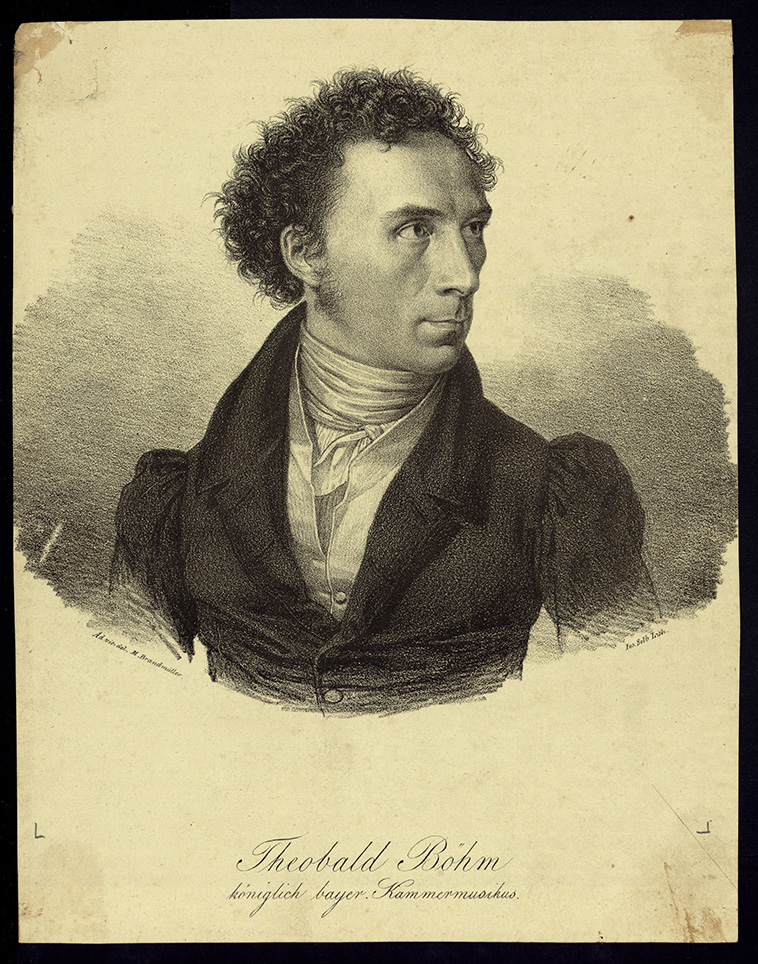
Theobald Böhm interpretado por Michael Brandmüller.

Nascido em Munique, no eleitorado da Baviera, Theobald Boehm pertencia à família dos ourives, com seu pai sendo Carl Friedrich Böhm e sua mãe, Anna Franziska Sulzbacher, filha de um armarinho da corte. Boehm inicialmente aprendeu o ofício de ourivesaria sob a tutela de seu pai. Após fabricar sua própria flauta, demonstrou habilidade notável ao ponto de integrar uma orquestra aos dezessete anos, ascendendo à posição de primeiro flautista da Orquestra Real da Baviera aos vinte e um anos. Paralelamente, Boehm empreendeu experimentos na construção de flautas, utilizando uma variedade de materiais, incluindo madeiras tropicais, como a madeira Granadilla, além de prata, ouro, níquel e cobre. Ele também explorou alterações nas posições dos orifícios de tom da flauta durante esse período.
Após cursar estudos em acústica na Universidade de Munique, Theobald Boehm iniciou suas explorações no aprimoramento da flauta em 1832. Ele oficializou suas inovações ao patentear seu revolucionário sistema de dedilhado pela primeira vez em 1847. Publicou Über den Flötenbau ("Sobre a construção de flautas"), também em 1847. A estreia pública da inovadora flauta de Theobald Boehm ocorreu pela primeira vez em 1851 durante Exposição de Londres. No ano de 1871, publicou Die Flöte und das Flötenspiel (A Flauta e o Tocar Flauta), uma obra tratando das características acústicas, técnicas e artísticas específicas da flauta desenvolvida pelo sistema Boehm.
Sua experiência prévia como ourives desempenhou um papel fundamental em sua habilidade de redesenhar a flauta. Em seu trabalho intitulado The Flute and Flute-Playing, relata ter construído uma flauta com orifícios de tom móveis. Essa abordagem visava determinar a localização ideal de cada orifício para garantir a entonação correta, resultando em uma notável peça de artesanato em metal.
As flautas tradicionais apresentavam restrições quanto ao tamanho, uma vez que o músico precisava alcançar todos os orifícios dentro do alcance de duas mãos. Theobald Boehm superou essa limitação ao substituir os buracos de tom por um sistema mecânico, eliminando assim essa restrição. Esse avanço permitiu a fabricação de flautas de maiores dimensões e com um timbre mais profundo, como a flauta ralto. Boehm nutria uma predileção pela flauta alto e compartilha uma anedota em que a tocava e foi erroneamente confundida com uma trompa francesa por um espectador.

## Legado
Muitas das flautas criadas por Theobald Boehm ainda são utilizadas na atualidade. Além disso, o sistema de digitação por ele concebido foi bem-sucedidamente incorporado a outros instrumentos musicais, como o oboé e o clarinete.
Theobald Boehm serviu como fonte de inspiração para Hyacinthe Klosé, o inventor do sistema moderno de digitação para o clarinete. Klosé desenvolveu um sistema que se tornou o padrão global para o clarinete, exceto em regiões como Áustria, Alemanha, entre outras. Em homenagem a Boehm, Klosé denominou seu novo sistema como "sistema Boehm", semelhante à designação para a flauta ocidental moderna. Embora o clarinete e a flauta do sistema Boehm compartilhem alguns padrões de dedilhado, há distinções significativas entre eles. As principais diferenças residem no sopro e na tonalidade. Enquanto o segundo registro do clarinete se situa uma duodécima acima do registro mais grave, a flauta está uma oitava acima. O clarinete em B ♭ é um [[, resultando em um Dó no clarinete sendo tocado como um B ♭ na flauta.